# Iglesia de las Reparadoras (Madrid)
La iglesia de las Reparadoras (anteriormente casa noviciado de María Reparadora) es un edificio religioso que formó parte de un conjunto mayor situado en el distrito de Chamartín de (Madrid), próximo a la M-30. El noviciado fue un proyecto encargado al arquitecto municipal Luís Bellido y González en 1919, y se construyó entre los años 1920 y 1925. Fue propiedad del ayuntamiento de Chamartín de la Rosa, pueblo anexionado a la capital en 1945. Levantado en un solar de  41 488 m², el conjunto ocupaba  4 328 m² y se componía de una iglesia, una casa parroquial, una casa de ejercicios espirituales y un convento donde residían las religiosas.

## Historia
Durante la guerra civil en 1936 hubo allí un hospital de sangre y en 1939 una Academia de Sanidad Militar.
En 1974, el propietario del noviciado, la congregación de las madres reparadoras, vendió el terreno a una empresa inmobiliaria propiedad del Banco de Vizcaya por trescientos millones de pesetas (en torno a 1,8 millones de euros). La operación tuvo que ser autorizada directamente por la Santa Sede.

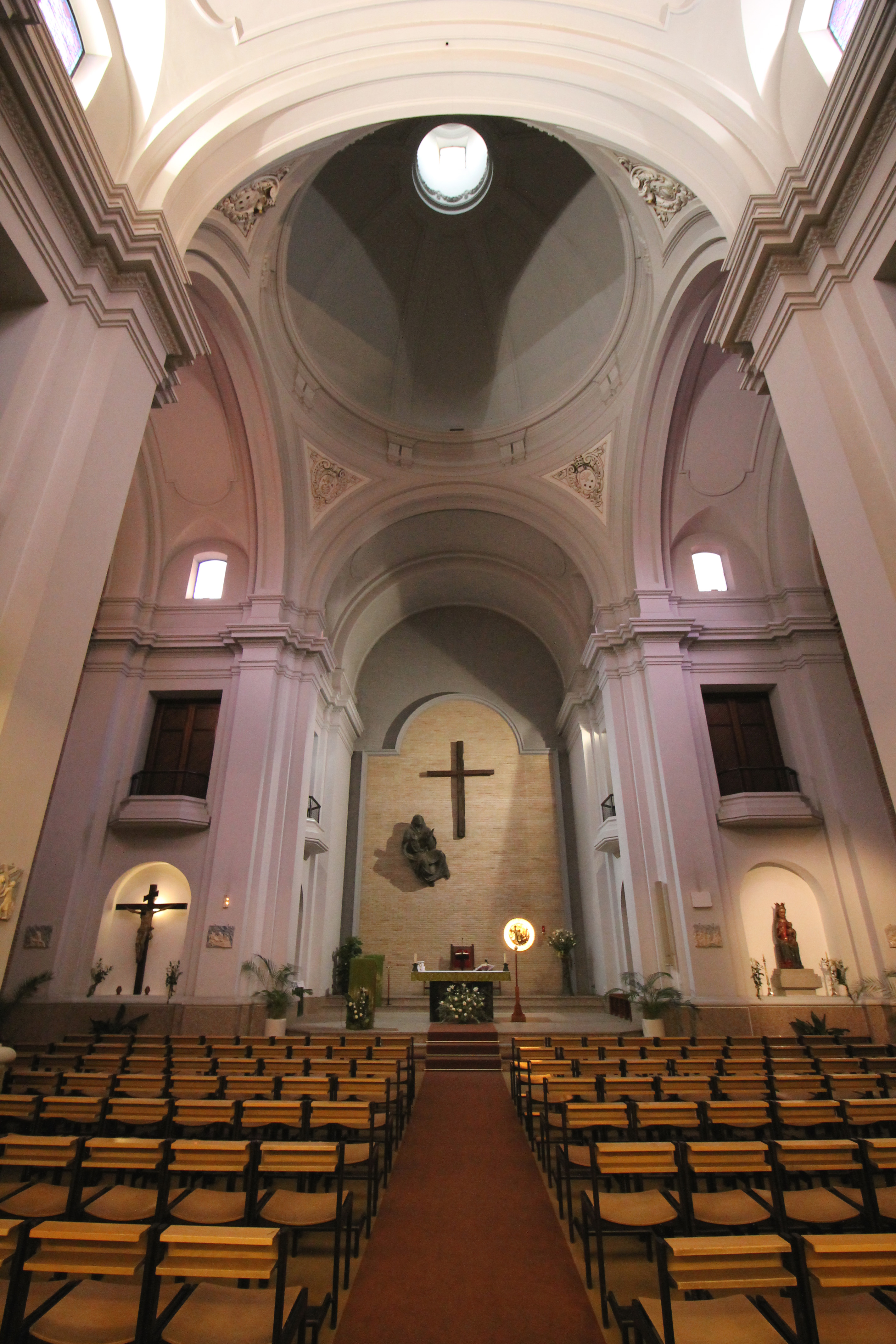
Interior de la iglesia.

En 1977, aunque ya no eran las propietarias, las madres reparadoras solicitaron dos veces permiso municipal para proceder al derribo del convento. El permiso fue denegado al presentar sendos informes negativos el Colegio Oficial de Arquitectos de Madrid y Coplaco (Comisión de planeamiento y coordinación del área metropolitana de Madrid, el organismo dependiente del Ministerio de Obras Públicas y Urbanismo que gestionó la planificación urbanística del área metropolitana de Madrid hasta la creación de la Comunidad Autónoma de Madrid). De nuevo, en noviembre del mismo año, los nuevos propietarios solicitaron directamente la licencia. A pesar de que el 28 de septiembre la Dirección General del Patrimonio Artístico había incoado expediente de declaración de monumento para la iglesia (BIC), la licencia fue concedida ya que la declaración de monumento solo protegía a la iglesia.
La falta de cuidados por parte de la nueva dirección propició además un deterioro aún mayor del conjunto.
El convento fue finalmente derribado en septiembre de 1980, a pesar de la oposición vecinal. La iglesia, la antigua casa de ejercicios, la casa del párroco y una parcela del terreno circundante de 1776 metros cuadrados fue cedida al ayuntamiento de Madrid.
En 1985 el arzobispado de Madrid adquirió el inmueble para cederlo en uso a la Comunidad Católica Alemana de Madrid que lo restauró, financiando las obras la Conferencia Episcopal Alemana.
El Convento de las Madres Reparadoras fue declarado Bien de interés cultural (BIC) en la categoría de «monumento», el 1 de diciembre de 1978.